# Elsa-Brändström-Gymnasium (Oberhausen)
Das Elsa-Brändström-Gymnasium ist ein städtisches Gymnasium der Stadt Oberhausen. Das unter anderem als Agenda 21 Schule ausgezeichnete Gymnasium wendet die Montessoripädagogik an.

## Lage und Gebäude
Das Elsa-Brändström-Gymnasium liegt zentral in der Oberhausener Innenstadt gelegen, nahe Hauptbahnhof, Gericht und Rathaus. Die Adresse der Schule lautet Christian-Steger-Straße 11.
Das Gymnasium liegt seit 1972 am heutigen Standort und ist in drei Bauten aufgegliedert: das A-Gebäude von 1972 und das deutlich ältere B-Gebäude liegen in einem Häuserblock der schachbrettartigen Oberhausener Innenstadt zwischen Geibel-, Otto-Dibelius-, Havenstein- und Christian-Steger-Straße, das C-Gebäude von 1928, in dem die Klassen 5 bis 7 untergebracht sind, befindet sich gegenüber an der Christian-Steger-Straße. Letzteres beherbergte ursprünglich die Polizeidirektion Oberhausen-Mülheim, später die Hans-Sachs-Berufsschule, und gehört erst seit 1990 zum Gymnasium. Die älteren Gebäudeteile B und C stehen unter Denkmalschutz.

## Geschichte

### Gründung bis 1945

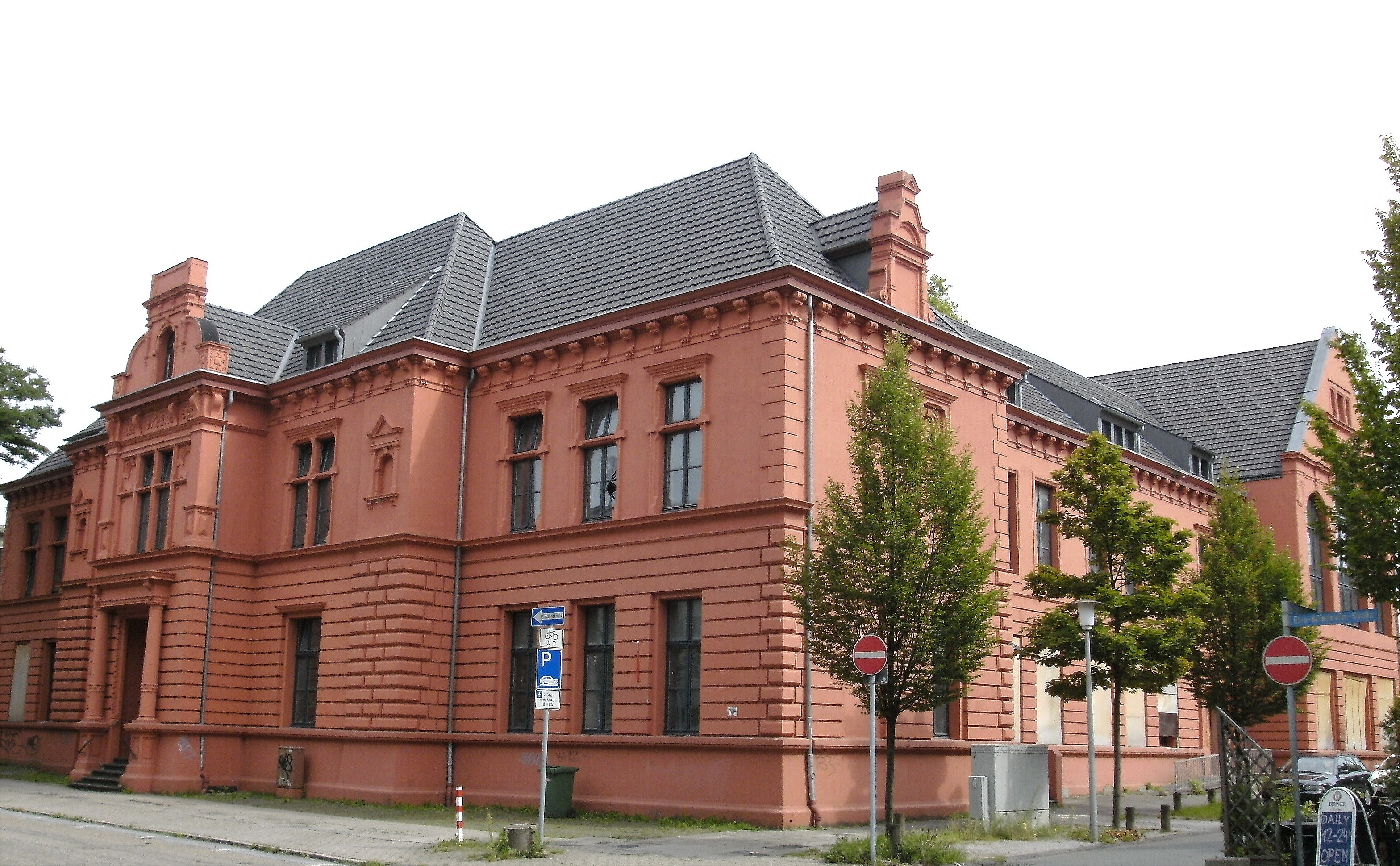
Das ehemalige Gebäude des Elsa-Brändström-Gymnasiums (2010)

Das Elsa-Brändström-Gymnasium, damals bekannt als „Städtische paritätische höhere Mädchenschule“ oder „Städtische mittlere höhere Töchterschule“, wurde am 14. April 1874 auf der Grundlage eines Ratsbeschlusses vom 2. März 1874 gegründet. Es entstand durch die Zusammenlegung zweier Schulen, einer 1861 gegründeten katholischen höheren Privatschule und einer 1869 gegründeten „Höheren Interessenten-Schule für Mädchen“.
1892 baute man das erste eigene Gebäude für die Schule. Das bis heute bestehende Gebäude befindet sich auf der Elsa-Brändström-Straße, vormals Eisestraße. Erst durch eine Reform des Mädchen-Schulwesen in Preußen im Jahr 1908 erhielten Mittelschulen die Möglichkeit, eine vollwertige Schulausbildung anzubieten. Außerdem erhielten alle höheren Mädchenschulen generell die Bezeichnung „Lyzeum“. Im Jahr 1909 wurde der Schule durch die Stadt Oberhausen ein dreijähriges Oberlyzeum sowie eine einjährige Ausbildungsseminar-Klasse für Volksschullehrerinnen angeschlossen. Bedingt durch den Wegfall der Ausbildungsseminarklasse aufgrund der Errichtung Pädagogischer Akademien im Jahr 1922, wurde die Schule in eine „Oberrealschul-Studienanstalt“ umgewandelt. Bis dato wurden 341 Lehrerinnen an der Schule ausgebildet. Erst ab 1922 bzw. mit dem Abschlussjahrgang 1927 konnte die Schule ihren Absolventinnen die volle Universitätsreife gewähren, nachdem der Unterricht vollständig nach den neuen Richertschen Richtlinien ausgerichtet worden war.
In der Zeit des Nationalsozialismus kam es bei dem Bildungsangebot der Schule zu einigen Veränderungen. Die Schulzeit der „Mädchen-Oberschule“ wurde auf acht Jahre verkürzt, wobei jedoch das alte Curriculum beibehalten wurde. Außerdem wurde ein rein hauswirtschaftlicher Zweig eingerichtet, die sogenannte Frauenoberschule. Zunehmend wurde der Unterricht durch das Kriegsgeschehen im Zweiten Weltkrieg immer stärker beeinträchtigt. Vielfach war geordneter Unterricht nicht mehr möglich, nicht zuletzt auch durch die wegen der häufigen Bombardierung durchgeführten Kinderlandverschickung.
Am 1. April 1945 ereignete sich ein schrecklicher Unfall in der österreichischen Gemeinde Kleinzell, bei dem 13 Schülerinnen bei einem Autounfall starben, als sie vor der heranrückenden Front flohen.

### 1945 bis heute
Die Schule hatte nach dem Zweiten Weltkrieg mit enormen Problemen zu kämpfen: das Gebäude war durch Fliegerbomben schwer beschädigt worden und es gab zu viele Schülerinnen bei zu wenig Schulraum. Zudem sollte das Ausbildungsniveau nach der NS-Zeit wieder gehoben werden, wofür die Schule neue Grundlagen suchte. Als Teil dieser „geistigen Grundlagen“ wurde die Mädchen-Oberschule 1958 in Elsa-Brändström-Gymnasium umbenannt.
Das soziale Engagement sowie die überzeugte Humanität und Selbstlosigkeit der schwedischen Krankenschwester wurde als Vorbild für die Schule gesehen.
Vorerst bestand die Schule weiterhin aus dem alten neusprachlichen Mädchengymnasium und der 1937 gegründeten Frauenoberschule. Bis in die Sechziger wuchs die Schülerzahl derartig, dass 1963 das Bertha-von-Suttner-Gymnasium von ihr abgetrennt wurde, das ebenfalls bis heute besteht. 1964 wandelte man das neusprachliche Gymnasium in ein sozialwissenschaftliches Gymnasium um, was ein Schritt zum individuellen, modernen Profil der Schule in Oberhausen war.
Trotz der Abtrennung des Bertha-von-Suttner-Gymnasiums wuchs die Schule weiterhin, sodass das Gebäude an der Elsa-Brändström-Straße zu klein wurde. 1972 wurde daher das ehemalige staatliche Jungengymnasium an der Christian-Steger-Straße Heimat der Schule. Hierzu wurde das alte Gebäude (heute Gebäude „B“) um einen Neubau mit modernen naturwissenschaftlichen und hauswirtschaftlichen Räumen (heute Gebäude „A“) erweitert.
Die Koedukation wurde nur vier Jahre später eingeführt. In den nächsten Jahren richtete sich das Elsa-Brändström-Gymnasium stark an der Reformpädagogik aus, bis 1988 ein Montessori-Zweig eingeführt wurde.
Während der Montessori-Zweig zunächst nur einzügig, später zweizügig, unterrichtet worden ist, findet heute für alle Schüler des Gymnasiums der Unterricht in Montessori-Klassen statt.
1990 wurde die Schule wiederum erweitert, nämlich um das Gebäude der ehemaligen gewerblichen Berufsschule auf der anderen Seite der Christian-Steger-Straße (heute Gebäude „C“).
Schulleiterin ist seit 2017 Alice Bienk.

## Namensgebung
Nach dem Zweiten Weltkrieg fand an der damaligen Mädchenoberschule ein Entwicklungsprozess mit dem Ziel, der Schule neue Grundlagen und ein neues Profil zu geben, statt. Im Laufe dieses Prozesses wurde die Schule 1958 nach der Schwedin Elsa Brändström benannt, deren „überzeugende und selbstlose Humanität“ sowie deren soziales Engagement als vorbildlich erachtet wurden.

## Besonderheiten
Das Schulprogramm des Elsa-Brändström-Gymnasiums legt besonderen Wert auf das kulturelle Leben und eine Lernkultur. Schwerpunkte des Gymnasiums sind weiterhin die individuelle und Begabtenförderung sowie als Montessorigymnasium insbesondere der Offene Unterricht. Für das Schuljahr 2023/2024 ist die Schule als Bündelungsgymnasium ausgewiesen.

### Schule ohne Hausaufgaben
2012 entschied die Schulkonferenz, dass für die Klassen fünf bis neun ein Hausaufgabenverbot gelten solle. Dies wurde mit dem hohen Druck der Schüler aufgrund des achtjährigen Gymnasiums und des Ganztagsunterrichts begründet. Übungen sollen seitdem hauptsächlich im Unterricht stattfinden, speziell auf die Schwächen einzelner Schüler zugeschnittene Hausaufgaben sind weiterhin erlaubt.

## Auszeichnungen und Preise
- 2000: 1. Preis beim Wettbewerb Qualität schulischer Arbeit des Landes Nordrhein-Westfalen
- 2008: Erhielt als erste weiterführende Schule in Oberhausen das Gütesiegel für Individuelle Förderung des Landes Nordrhein-Westfalen.
- 2010: 2. Platz beim 1. Schulpreis für Begabtenförderung des Landes Nordrhein-Westfalen.
- 2012: 1. Preis beim bundesweiten Wettbewerb Ideen für die Bildungsrepublik mit dem Projekt der Medienscouts[7]
- 2013: Nominierung für den Deutschen Schulpreis
- 2019: Verleihung des Gütesiegels Kulturschule[8][9]

## Schulleiter
- 1985 bis 2010: Erika Risse
- 2010 bis 2017: Brigitte Fontein
- seit 2017: Alice Bienk

## Bekannte Schüler
- Regine Gildemeister (* 1949), Professorin der Universität Tübingen
- Dirk Vöpel (* 1971 Oberhausen), Politiker und Mitglied des Bundestages
- Joshua Abuaku (* 1996 Oberhausen), Sprinter
- Ulf Keyenburg (* 1969 Oberhausen), Illustrator
- Niema Movassat (* 1984 Oberhausen), Politiker und ehemaliges Mitglied des Bundestages